# Messe des motards
La messe des motards est une messe organisée chaque année depuis le milieu des années 1990 au Tampon, à La Réunion. Célébrée par l'évêque de La Réunion, elle permet aux motards de l'île française de l'océan Indien de se souvenir des leurs disparus lors d'un accident, mais également de faire bénir leurs propres motos et leurs casques, ces derniers posés devant l'autel. L'événement rassemble habituellement près de 5 000 véhicules et davantage de personnes,.